# Kaslo
Kaslo es un pueblo canadiense situado en la provincia de Columbia Británica.

## Superficie
Kaslo tiene una superficie de 3,01 km².

## Demografía
En 2021, tenía 1049 habitantes, una densidad poblacional de 348,7 hab./km², y 583 viviendas.